# (36985) 2000 SH349
2000 SH349 (asteroide 36985) é um asteroide da cintura principal. Possui uma excentricidade de 0.09598300 e uma inclinação de 11.22848º.
Este asteroide foi descoberto no dia 30 de setembro de 2000 por LONEOS em Anderson Mesa.